# Katie McGrath
Katherine "Katie" McGrath (Dublín, 24 d'octubre de 1983) és una actriu irlandesa, més coneguda per interpretar a la bruixa Morgana a la sèrie de televisió de BBC One, Merlin. També ha aparegut a Jurassic World com a Zara Young.

## Biografia
McGrath es va graduar en Història al Trinity College de Dublín. La seva intenció era treballar com a periodista en el món de la moda, per la qual cosa va col·laborar amb la revista Image, abans de ser ajudant de vestuari durant el rodatge de The Tudors.

## Trajectòria
Mentre treballava a The Tudors, li van aconsellar que provés l'actuació, per la qual cosa va enviar fotografies a agències irlandeses. Com a resultat, va aconseguir un paper secundari a la sèrie (temporada 2, capítol 5).

Segons les seves paraules: 
| « | "Un parell de productors van dir que havia de donar-li una oportunitat a l'actuació. Llavors vaig pensar, "Per què no?" És com escapar per a unir-se al circ, tothom vol fer-ho quan és jove però llavors creixes i aconsegueixes una feina. Però algú ha de fer-ho o cap de nosaltres tindria el circ." | » |

McGrath també va rodar un docudrama de cinc parts per al Channel 4, on es parlava de la vida de la reina Isabel II. Allà va interpretar a una jove princesa Margarida.
Així mateix, va treballar a les pel·lícules Eden i Freakdog abans d'interpretar a Morgana a la sèrie Merlin.
El març de 2011, McGrath es va unir al rodatge de la pel·lícula Christmas at Castlebury Hall amb el paper de Jules Daly.

## Filmografia
| Any    | Pel·lícula/Sèrie             | Personatge         | Notes                                             |
| ------ | ---------------------------- | ------------------ | ------------------------------------------------- |
| 2007   | Damage                       | Rachel             | Sèrie de TV                                       |
| 2008   | Eden                         | promesa de Dessie  |                                                   |
| 2008   | The Tudors                   | Bess               | Sèrie de TV (1 episodi: "His Majesty's Pleasure") |
| 2008   | Freakdog                     | Harriet            |                                                   |
| 2008   | The Roaring Twenties         | Vixen              | Minisèrie de TV                                   |
| 2008   | Merlin                       | Morgana            | Sèrie de TV (39 episodis: 2008-2010)              |
| 2009   | The Queen                    | Princesa Margarida | Sèrie de TV (1 episodi: "Margarida")              |
| 2011   | Christmas at Castlebury Hall | Jules Daly         | postproducció                                     |
| 2013 - | Dracula                      | Lucy Westenra      | Sèrie de televisió                                |
| 2015   | Supergirl                    | Lena Luthor        | Sèrie de televisió                                |